# Uno splendido disastro 2 - Il matrimonio
Uno splendido disastro 2 - Il matrimonio (Beautiful Wedding) è un film del 2024 diretto da Roger Kumble, tratto dall'omonimo romanzo di Jamie McGuire e sequel del film Uno splendido disastro (2023).

## Trama
Dopo una notte folle a Las Vegas, Abby e Travis si trovano sposati. Decidono quindi di andare in Messico per festeggiare la luna di miele tra mille disavventure. 

## Promozione
Il primo trailer è stato diffuso il 14 settembre 2023.

## Distribuzione
Come il primo film, Uno splendido disastro 2 - Il matrimonio fu distribuito nei cinema statunitensi dalla Fathom Events per due serate, il 24 e 25 gennaio 2024. Fu pubblicato sulle piattaforme digitali dalla Vertical Entertainment il successivo 13 febbraio, mentre l'edizione italiana fu pubblicata su Prime Video il 17 maggio dalla Leone Film Group.

## Accoglienza

### Incassi
A livello internazionale il film ha incassato quasi 1,8 milioni di dollari.

### Critica
Il film è stato accolto in modo negativo dalla critica. Maurizio Encari su movieplayer.it assegna al film 2 stelle su 5, scrivendo che "vanifica i discreti spunti dell'originale" e "spinge ancora più forte sul demenziale ma finisce per risolversi in un'ora e mezzo di gag e battute assemblate alla rinfusa, destinate sempre e comunque verso il più canonico degli happy ending". Su FilmTv Fiaba Di Martino assegna al film un 3, affermando che "prosegue senza l'ombra di una direzione narrativa o di una coerenza interna persino alla farsa, a botte di gag escrementizie con velleità da American Pie e nella mina vagante soapoperistica che ne risulta c'è anche il tempo di cantargliene quattro agli affiliati della mascolinità tossica (?!), un attimo prima di lanciare il bouquet. Ci scansiamo volentieri".